# Èter (element)
|  | Aquest article tracta sobre l'element clàssic. Vegeu-ne altres significats a «Èter (desambiguació)». |

L'èter  (del llatí Aether i, al seu torn, del grec αἰθήρ aithēr, 'substància etèria; part més alta del firmament') era el cinquè element clàssic, una hipotètica substància extremadament lleugera que es creia que ocupava tots els espais buits com un fluid.
Segons la ciència antiga i medieval, a més dels quatre elements terra, aigua, aire i foc, que componien el món sublunar, hi havia l'èter, que omplia l'univers més enllà de l'esfera terrestre.

## Orígens

### Mitològics
En grec homèric, la paraula èter (æther) significa "aire pur i fresc" o "cel clar", i segons la mitologia grega era l'essència pura que respiraven els déus de manera anàloga a com els humans respiraven l'aire (aer).

## Èter en l'antiguitat
La paraula prové del llatí aether i aquesta del grec αἰθήρ aithēr, cel, «firmament», que deriva de l'arrel indoeuropea aydh- 'cremar, foc' (aquesta arrel apareix en el nom d'Aithiopia (Etiòpia), que significa 'regió cremada'). En les creences gregues, l'èter era una substància brillant que respiraven els déus, en contrast amb el pesat aire que respiren els mortals. El terme apareix tant en la física aristotèlica com en l'antiga teoria electromagnètica de finals del segle xix. Com a substància, l'èter ja era conegut en èpoques presocràtiques (abans del segle v aC), com un dels cinc elements de la natura: terra, aigua, aire i foc, que componien el món sublunar, i hi havia l'èter que omplia l'univers més enllà de l'esfera terrestre. L'èter també es personificava com una deïtat primordial, Èter, fill d'Èreb i de Nix.
Després que Empèdocles (vers 450 aC) establís que el cosmos estava format per quatre "arrels" (foc, aire, aigua i terra), Plató (427-347 aC) va desenvolupar aquesta visió en el seu diàleg Timeu, en el qual tracta sobre l'estructura física de la natura.

Dodecàedre.

Segons el sistema concebut per Plató, la matèria es dividia en àtoms amb la forma dels sòlids geomètrics regulars (que en honor seu reben el nom de sòlids platònics), que havien descobert els pitagòrics. D'aquesta manera, els àtoms de foc tindrien forma de tetràedre, l'aire d'octàedre, l'aigua d'icosàedre, i la terra de cub.
Com que els pitagòrics havien identificat cinc sòlids geomètrics regulars, Plató va suposar l'existència d'un cinquè element amb la forma de dodecàedre. Plató va anomenar aquest cinquè element idea (ίδέα) o "allò diví" (ίερόν, hieron).

### L'èter en la filosofia d'Aristòtil
Per a Aristòtil (384-322 aC), l'èter era l'element material del qual estava compost l'anomenat món supralunar, mentre que el món sublunar està format pels famosos quatre elements: terra, aigua, aire i foc. A diferència d'aquests, l'èter és per a Aristòtil un element més subtil i més lleuger, més perfecte que els altres quatre (la física d'Aristòtil és qualitativa, més que quantitativa) i, sobretot, el seu moviment natural és circular, a diferència del moviment natural dels altres quatre, que és rectilini.

### A l'Índia
A l'Índia, es coneix l'èter amb el nom d'akaixà. En la cosmologia sankhia, es parla dels bajamahabhuta (cinc principals elements), cadascun vuit vegades més subtil que l'anterior:
1. Terra (bhumi)
2. Aigua (apu)
3. Foc (agni)
4. Aire (vaiu)
5. Èter (akaixà)

Va ser àmpliament disseminada per la Xina i l'Índia, on forma la base tant del budisme com l'hinduisme.

### Edat mitjana
Durant l'edat mitjana, després de la recuperació de la filosofia aristotèlica, el terme aether, justament per ser el cinquè element material reconegut per Aristòtil, va començar a ser anomenat així (cinquè element) o també quinta essencia, d'on ve l'expressió quinta essència (usada en la cosmologia actual per a referir-se a l'energia fosca).

## L'èter i les teories de la llum
Cap a finals del segle xix, James Clerk Maxwell (1831-1879) havia proposat que la llum era una ona transversal.
Com que semblava difícilment concebible que una ona es propagàs en el buit sense cap mitjà material que hi fes de suport, es va postular que la llum podria estar propagant-se realment sobre una hipotètica substància material, per a la qual es va usar el nom d'èter (causa d'algunes similituds superficials amb la hipotètica substància de la física aristotèlica).
Segons es pensava llavors, pel fet que la velocitat de la llum dependria de la densitat del medi, sent en general més lenta en mitjans més densos, es va proposar que l'èter hauria de tenir una densitat ínfima i un gran coeficient d'elasticitat.
Aquesta explicació era present en els temps de formulació de la teoria del camp electromagnètic per
Maxwell (1831-1879), Lord Kelvin (1824-1907) i Nikola Tesla (1856-1943), en la qual el concepte d'èter s'incloïa de manera semblant al modern concepte de camp electromagnètic.

### Refutació de l'existència de l'èter
En un intent de provar l'existència de l'èter i la velocitat de la translació de la Terra pel que fa a aquest, Albert Abraham Michelson (1852-1931) i Edward Morley (1838-1923) dissenyaren un experiment capaç de mesurar la velocitat de la llum en dues direccions perpendiculars entre si i amb diferent velocitat lineal relativa a l'èter. Va ser el famós experiment de Michelson-Morley (1887). Els resultats negatius en successius intents van acabar per dissipar el concepte d'èter i van servir de base a la formulació de la teoria de la relativitat especial d'Einstein.